# Bitwa pod Lubarem (1920)

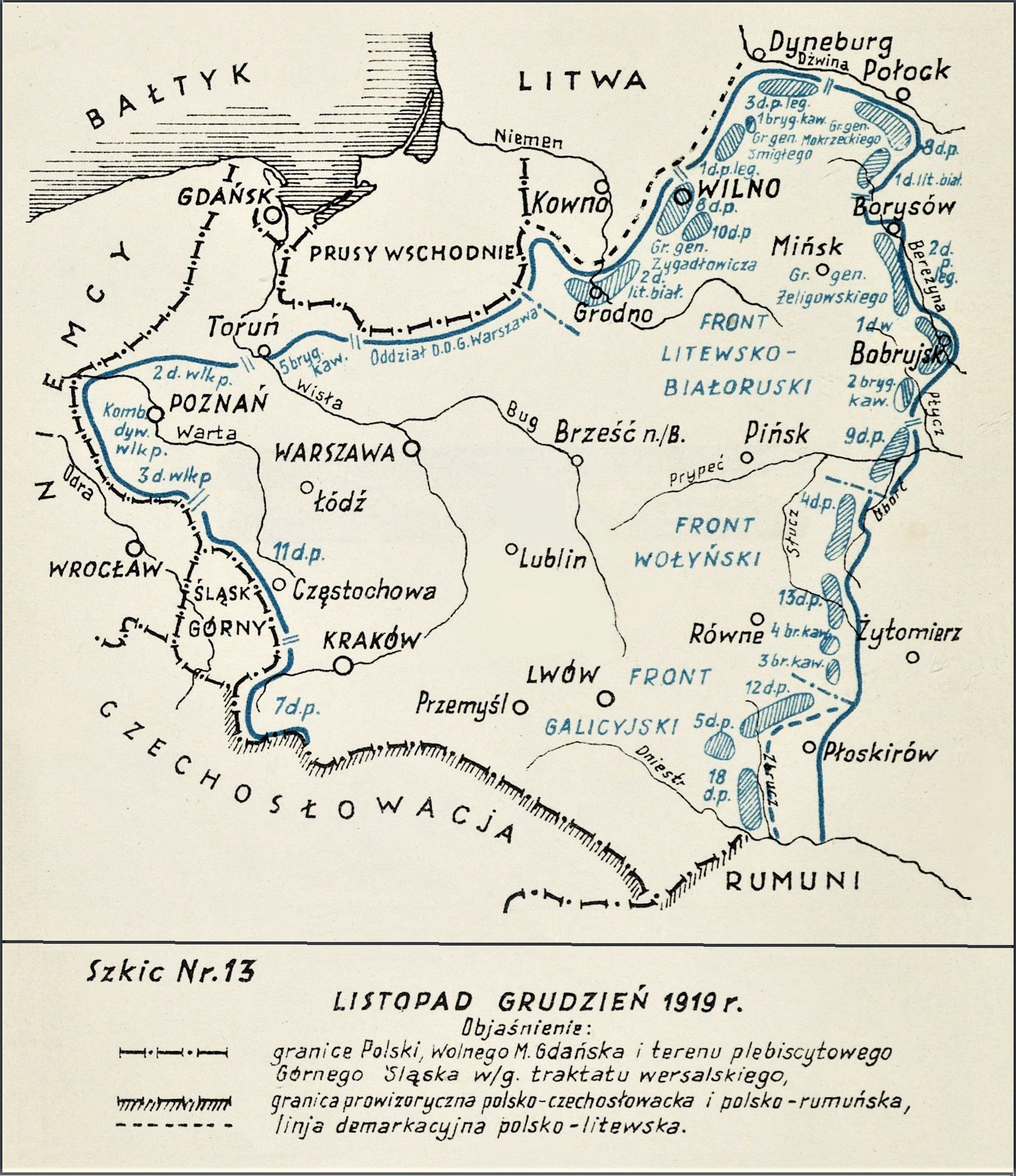
Adam Przybylski,
Wojna Polska 1918–1921

Bitwa pod Lubarem – walki polskiego 25 pułku piechoty ppłk. Michała Zienkiewicza z oddziałami sowieckiej 44 Dywizji Strzelców Iwana Dubowoja  w okresie wojny polsko-bolszewickiej.

## Geneza
Zimą 1919/1920 na froncie polsko-sowieckim odnotowywano tylko działania lokalne. Linia frontu była rozciągnięta od środkowej Dźwiny, wzdłuż Berezyny, Uborci, Słuczy, po Dniestr. Zastój w działaniach wojennych obie strony wykorzystywały na przygotowanie się do decydujących rozstrzygnięć militarnych planowanych na wiosnę i lato 1920. W połowie marca dowództwo sowieckiego Frontu Południowo-Zachodniego rozpoczęło przygotowania do ofensywy siłami 12. i 14 Armii na Płoskirów - Równe. Koncentracja sił Armii Czerwonej nie uszła uwadze dowództwa polskiego. Zarządzono przeprowadzenie serii wypadów, które miały zdezorganizować przygotowania nieprzyjaciela i dostarczyć więcej informacji o jego siłach i zamiarach.

## Walczące wojska
| Jednostka                     | Dowódca                   | Podporządkowanie    |
| Wojsko Polskie                |                           |                     |
| dowództwo 13 Dywizji Piechoty | gen. Jan Romer            |                     |
| ⇒ 25 pułk piechoty            | ppłk Michał Zienkiewicz   | 13 Dywizja Piechoty |
| → pododdziały sztabowe 25 pp  |                           | 25 pułk piechoty    |
| → II/25 pułku piechoty        | kpt. Ryszard Żołędziowski | 25 pułk piechoty    |
| ⇒ 43 pułk piechoty            | mjr Wacław Piekarski      | 13 Dywizja Piechoty |
| → II/43 pułku piechoty        |                           | 43 pułk piechoty    |
| Armia Czerwona                |                           |                     |
| oddziały 44 Dywizji Strzelców | komdiw Iwan Dubowoj       | 12 Armia            |

## Walki pod Lubarem
W marcu 1920 25 pułk piechoty ppłk. Michała Zienkiewicza, będąc w ugrupowaniu 13 Dywizji Piechoty gen. Jana Romera, obsadził dwudziestoczterokilometrowy odcinek frontu nad Słuczą, od Nowej Czartorii do Ostropola. Dowództwo pułku, oddziały sztabowe i II batalion stacjonowały w Lubarze. Jeszcze w styczniu i lutym pododdziały 25 pułku piechoty dokonały serii wypadów za Słucz. Dowództwo sowieckie postanowiło ukrócić ofensywne działania Polaków i zdobyć polską bazę wypadową jaką był Lubar.
20 marca miasto zaatakowały pododdziały 44 Dywizji Strzelców. Pierwszy atak, od strony Wygnanki, Awratyna i Kowalenek, został odparty przez II batalion 22 pułku piechoty. Wówczas Sowieci wprowadzili kolejne siły - brygadę strzelców. Na odcinku sąsiedniego II/43 pułku piechoty pod Prywałówką przeciwnik przełamał obronę polską i sforsował Słucz. Nie dysponujący już odwodami dowódca 22 pp ppłk Zienkiewicz skierował do kontrataku zbiorczy pododdział w składzie: kompania techniczna i żołnierze orkiestry pułkowej. Kontratak „na bagnety” odrzucił przeciwnika za Słucz, a wielu czerwonoarmistów utonęło podczas ucieczki w nurtach rzeki. Porażka zmusiła Sowietów do zaniechania ataków na Lubar.